# Barweiler
Ne doit pas être confondu avec Bärweiler.
Barweiler est une municipalité allemande située dans le land de Rhénanie-Palatinat et l'arrondissement d'Ahrweiler.

## Source
- (de) Cet article est partiellement ou en totalité issu de l’article de Wikipédia en allemand intitulé « Barweiler » (voir la liste des auteurs).